# Wilson Boit Kipketer
Da non confondere con Wilson Kipketer, mezzofondista keniota naturalizzato danese.
Wilson Boit Kipketer (6 ottobre 1973) è un ex siepista e maratoneta keniota, campione mondiale dei 3000 m siepi ad Atene 1997.
Ha detenuto il record mondiale dei 3000 m siepi con il tempo di 7'59"08 dal 13 al 24 agosto 1997.

## Palmarès
| Anno | Manifestazione      | Sede         | Evento       | Risultato | Prestazione | Note |
| ---- | ------------------- | ------------ | ------------ | --------- | ----------- | ---- |
| 1997 | Mondiali            | Atene        | 3000 m siepi | Oro       | 8'05"84     |      |
| 1998 | Mondiali di cross   | Marrakech    | Corsa lunga  | 5º        | 34'38"      |      |
| 1998 | Mondiali di cross   | Marrakech    | A squadre    | Oro       | 12 p.       |      |
| 1999 | Mondiali            | Siviglia     | 3000 m siepi | Argento   | 8'12"09     |      |
| 1999 | Giochi panafricani  | Johannesburg | 3000 m siepi | Argento   | 8'41"33     |      |
| 2000 | Giochi olimpici     | Sydney       | 3000 m siepi | Argento   | 8'21"77     |      |
| 2002 | Campionati africani | Radès        | 3000 m siepi | Argento   | 8'20"92     |      |

## Campionati nazionali
1998
- 7º ai campionati kenioti di corsa campestre - 36'35"3

2001
- 16º ai campionati kenioti di corsa campestre, cross corto - 12'13"

## Altre competizioni internazionali
1997
- 6º all'Herculis ( Monaco), 3000 m piani - 7'34"60
- Oro al Weltklasse Zürich ( Zurigo), 3000 m siepi - 7'59"08
- 6º alla Grand Prix Final ( Fukuoka), 3000 m siepi - 8'26"50
- 9º alla BOclassic ( Bolzano) - 29'08"

1998
- 13º al Campaccio ( San Giorgio su Legnano) - 36'24"
- Bronzo al Cross di Alà dei Sardi ( Alà dei Sardi) - 32'30"

1999
- Oro al Cross della Vallagarina ( Villa Lagarina) - 37'28"
- Argento alla Grand Prix Final ( Monaco di Baviera), 3000 m siepi - 8'08"28

2000
- Bronzo alla BOclassic ( Bolzano) - 28'46"

2002
- Oro in Coppa del mondo ( Madrid), 3000 m siepi - 8'25"34

2003
- 11º alla World Athletics Final ( Monaco), 3000 m siepi - 8'36"52

2007
- 16º alla Maratona di Francoforte ( Francoforte sul Meno) - 2h13'08"
- 7º alla Maratona di Düsseldorf ( Düsseldorf) - 2h15'23"

2008
- 16º alla Maratona di Francoforte ( Francoforte sul Meno) - 2h14'05"
- 18º alla Maratona di Amburgo ( Amburgo) - 2h18'40"

2009
- 11º alla Maratona di Francoforte ( Francoforte sul Meno) - 2h11'07"